# Heiligengeistkirche (Kiel)

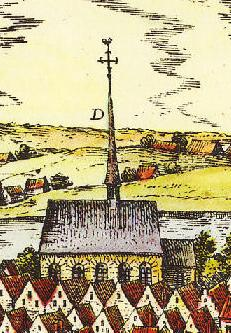
Die Kirche des Kieler Klosters auf einem Stich von Georg Braun und Franz Hogenberg 1588

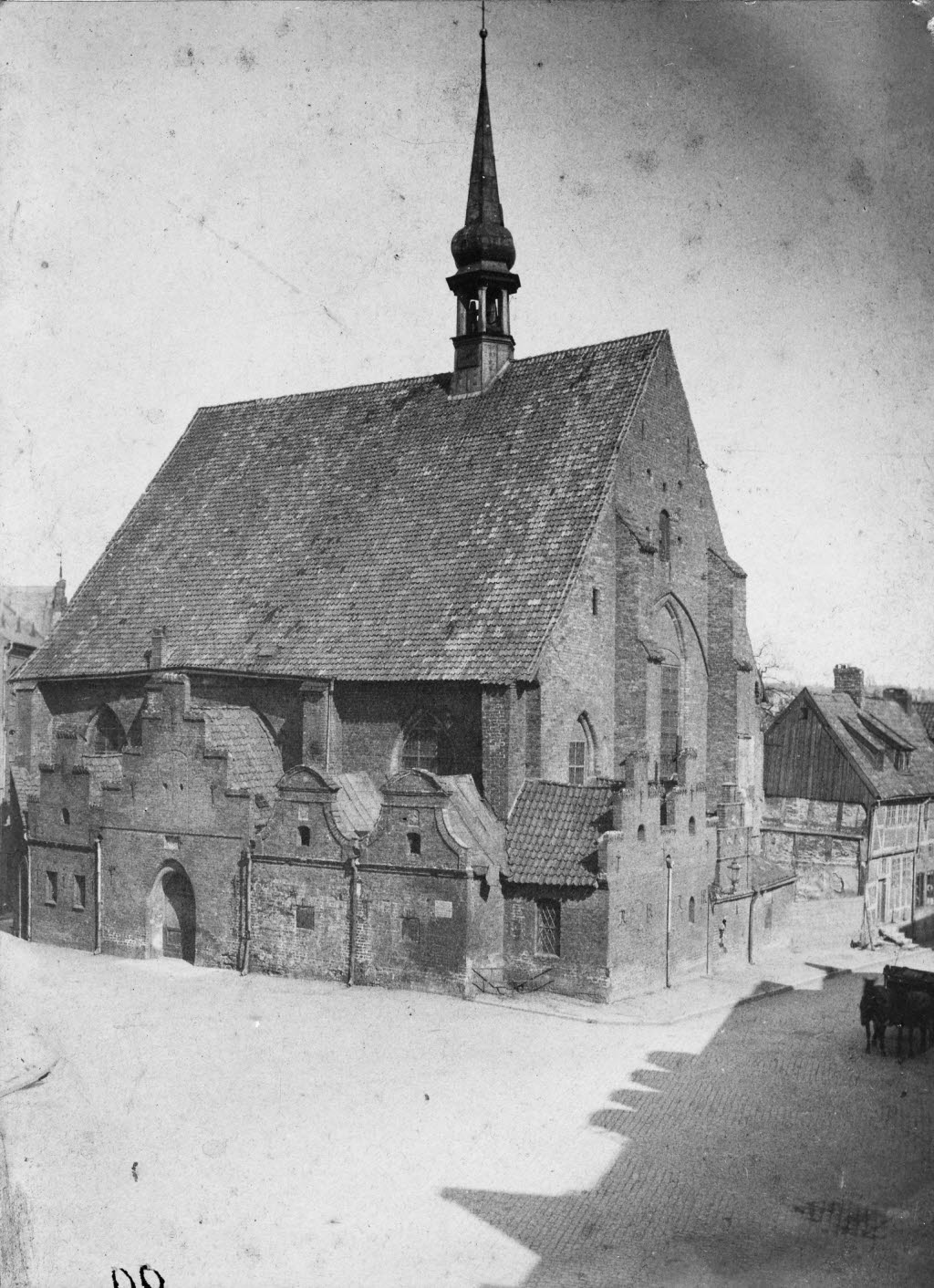
Um 1885

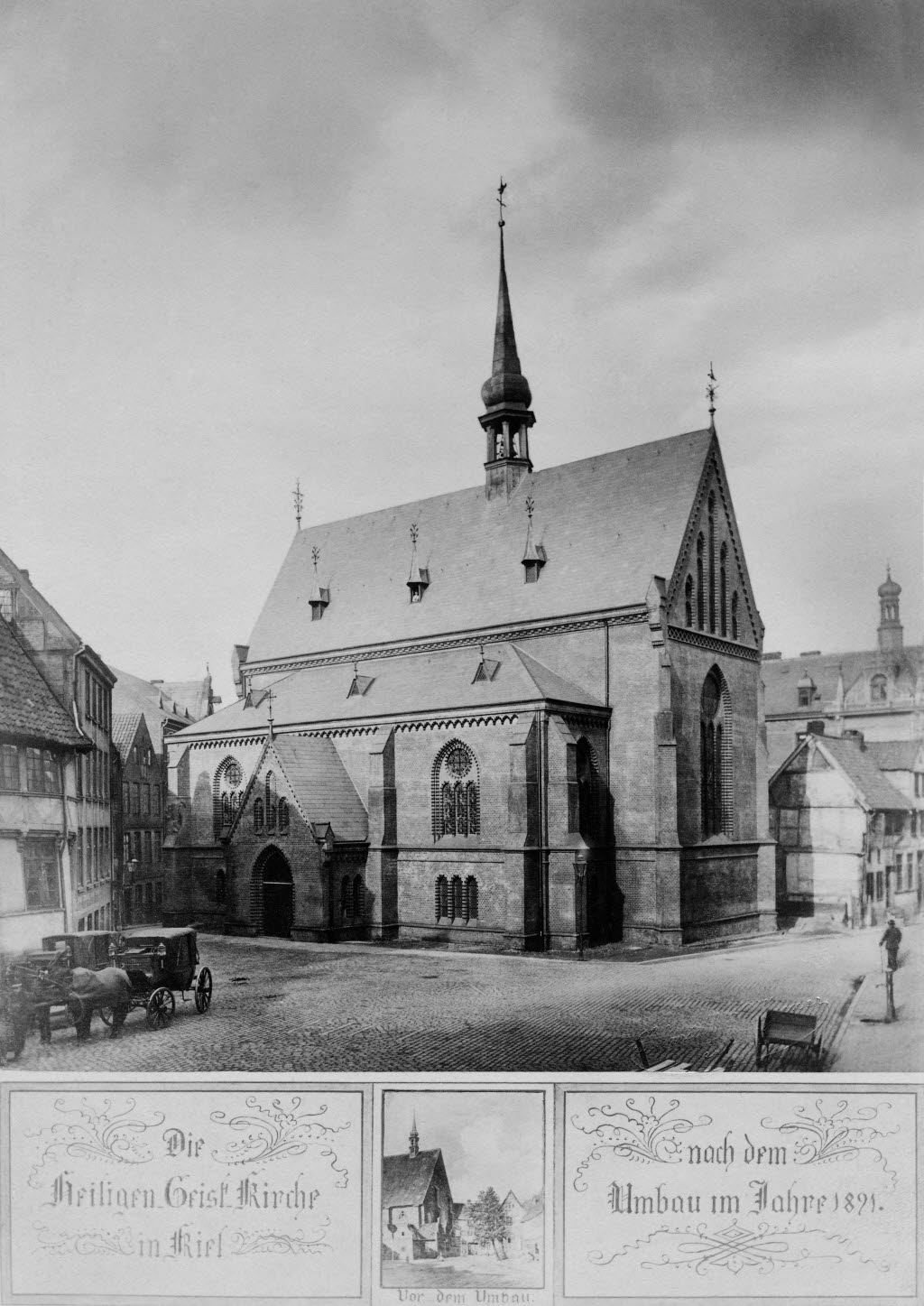
Nach dem Umbau 1891

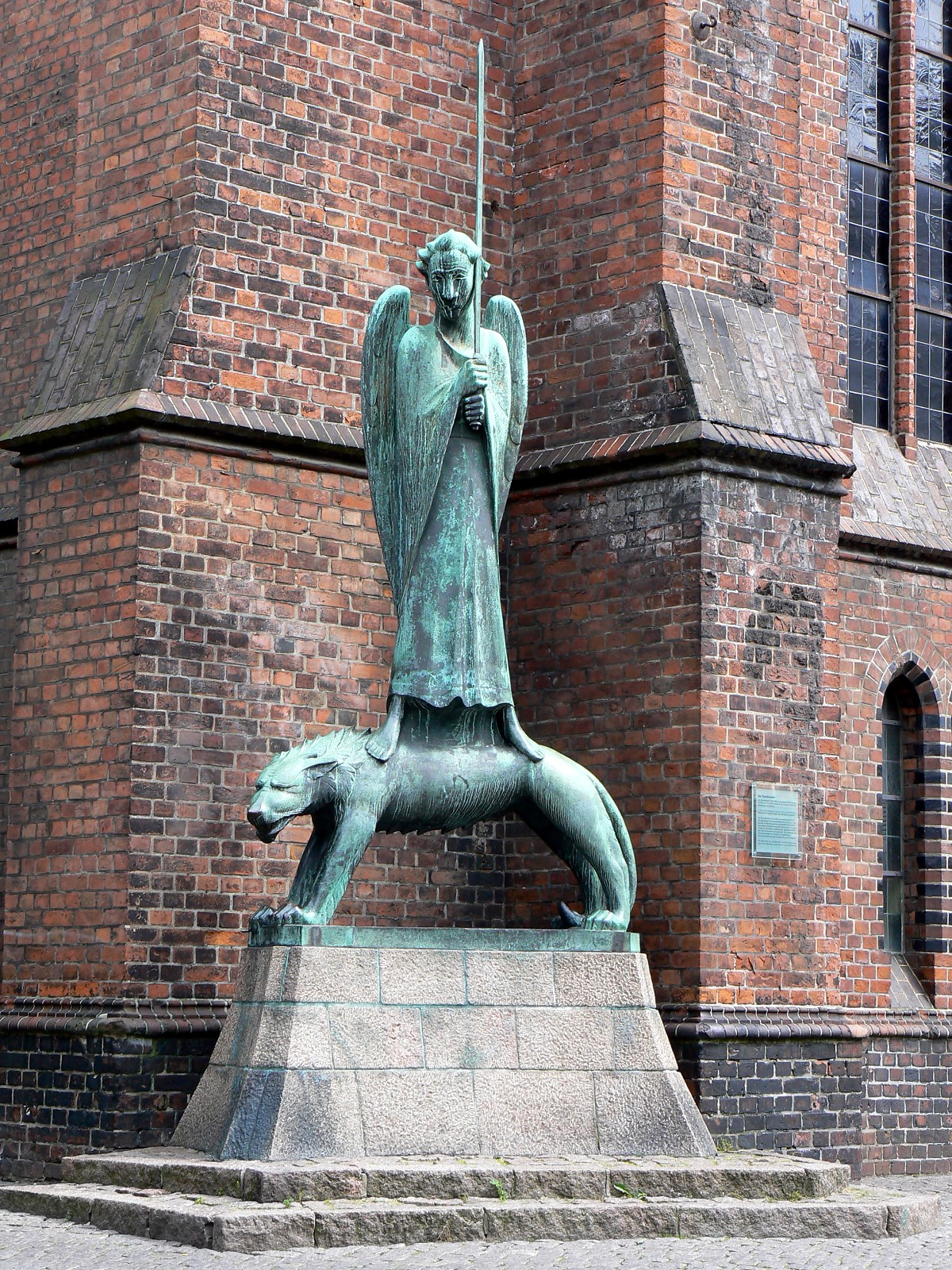
Ernst Barlachs Geistkämpfer am neuen Standort vor der Nicolaikirche

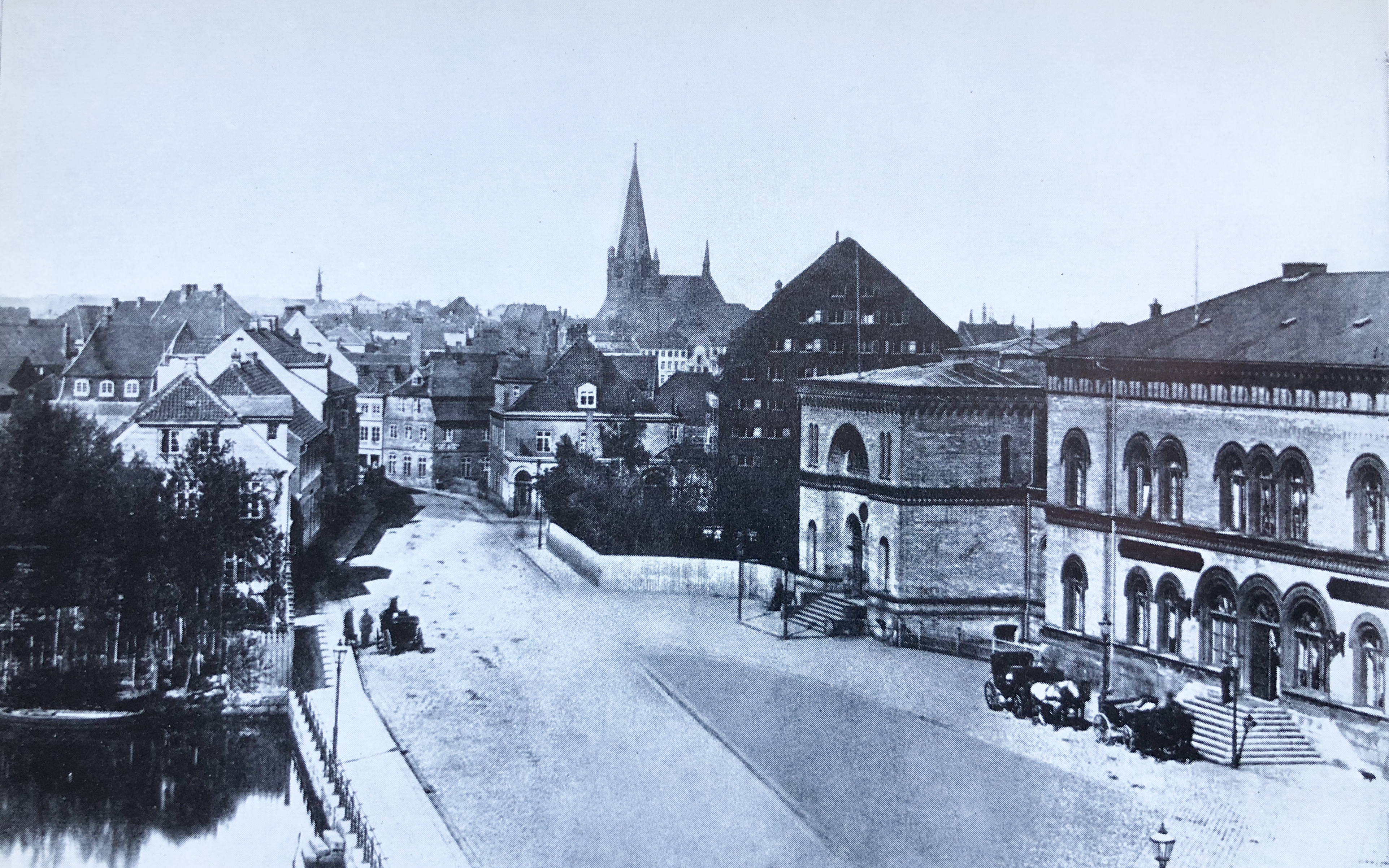
1865 Blick von der heutigen Ecke Ziegelteich/Andreas-Gayk-Straße/Sophienblatt/Stresemannplatz Richtung alter Markt, links am Horizont der Dachreiter der Heiligengeistkirche

Die Heiligengeistkirche bzw. Heiliggeistkirche stand von 1246 bis 1943 zwischen Falckstraße und Klosterkirchhof am Alten Markt in Kiel. Als Kirche des Kieler Klosters wurde sie auch Klosterkirche genannt. Sie war jahrhundertelang neben der Nikolaikirche das einzige Gotteshaus in der Stadt (die St.-Jürgen-Kirche lag außerhalb der mittelalterlichen Stadt).

## Geschichte
1227 gründete Graf Adolf IV. von Schauenburg die Stadt Kiel und stiftete ein Franziskanerkloster, in dem er bis zu seinem Tod im Jahr 1261 als Mönch lebte. Sein Grabstein mit gotischer Inschrift ist im noch erhaltenen Teil des Kreuzgangs des Klosters ausgestellt. 1246 wurde die Klosterkirche gebaut. Die kleine dreischiffige Kirche war etwa 30 Meter lang und annähernd quadratisch und hatte einen kleinen eckigen Chor. Als Kirche eines Bettelordens besaß sie nur einen Dachreiter.
Während der Reformation wurde das Kloster am 13. Oktober 1530 aufgelöst. Die Klostergebäude dienten anschließend unterschiedlichen Zwecken: Direkt nach der Reformation wurde hier zunächst die Lateinschule untergebracht. 1546 zog das Heiliggeist-Hospital, ein Armen- und Siechenhaus, in die Räume des verlassenen Klosters um. Nach diesem trug die Klosterkirche seit 1562 den Namen Heiligengeistkirche bzw. Heiliggeistkirche. Die Kirche diente den Insassen als Gottesdienstraum. Die Anwohner nutzen die Kirche und die ab dem 16. Jahrhundert angebauten Grabkapellen wie vor der Reformation und bis ins 18. Jahrhundert hinein als Begräbnisort.
Seit der Gründung der Christian-Albrechts-Universität 1665 war die Klosterkirche Universitätskirche. Bei der Wahl des Prediger räumte der Stadtrat der Universität kein Mitspracherecht ein, jedoch predigten Theologieprofessoren regelmäßig in der Heiligengeistkirche. Die Pietisten Paul Sperling und Joachim Justus Breithaupt hielten hier homiletische Übungen mit den Studenten ab. Ab 1775 predigten die Theologiestudenten, die in ihrem dritten Studienjahr am homiletischen Seminar des aufgeklärten Professors Johann Andreas Cramer teilnahmen, in der Heiligengeistkirche. Der letzte Universitätsprediger war bis 1868 Karl Peter Matthias Lüdemann.
1766 verließ die Universität die alten, längst baufälligen Klostergebäude. Diese hatten schon als Steinbruch für den Universitätsneubau gedient und wurden nun dem Verfall überlassen. 1881 wurden die Reste bis auf den Kreuzgangflügel abgerissen.  Die entstehende Lücke zum Kleinen Kiel hin wurde nach Niels Nikolaus Falck Falckstraße genannt.
Nach der Eroberung Holsteins im Deutsch-Dänischen Krieg hatte der preußische König am 24. März 1865 Kiel zur Marinestadt bestimmt. 1867 wurde Kiel Hafen des Norddeutschen Bundes und 1871 Reichskriegshafen. Für die Marineangehörigen in Kiel war die Heiligengeistkirche zuständig. Zur Kieler Garnison gehörten ursprünglich 500 Marine- und Seesoldaten; wenige Jahre später es bereits 2800 Marine- und 750 Heeressoldaten, für die die Heiligengeistkirche zu klein war. Der Marinegottesdienst musste im Exerzierschuppen der Kaserne Feldstraße abgehalten werden. Marinepfarrer Büttner drängte deshalb auf den Bau einer neuen Kirche: Gebaut wurde 1878–1882 die Pauluskirche am Niemannsweg.
Die Heiligengeistkirche wurde 1881–1891 restauriert und im neugotischen Stil überformt. Dabei wurden die außen an die Kirche angebauten Grabkapellen abgerissen. Die Kirche diente nun den nördlichen Stadtteilen als Gemeindekirche.
Im Zuge der Entwicklung Kiels zur Großstadt erhielt die Kirche 1903/1904 bei einem erneuten Umbau erstmals einen Turm. Mit dem Stadtteil Düsternbrook dehnte sich die seit 1908 selbständige Heiligengeistgemeinde immer weiter nach Norden aus. Der Wunsch, eine Kirche nicht nur am Rande, sondern in der Mitte ihres Wohnbezirks zu haben, konnte erfüllt werden. Nach dem Ersten Weltkrieg wurde der Marinebestand erheblich reduziert, sodass als evangelische Garnisonkirche die Petruskirche in Kiel-Wik ausreichte. Die Heiligengeistgemeinde nahm am 29. November 1925 die Pauluskirche in einem festlichen Gottesdienst in Besitz. Von nun an fanden die kirchlichen Veranstaltungen der Gemeinde nur noch in der Pauluskirche statt, während die Heiligengeistkirche den Universitätsgottesdiensten vorbehalten blieb.
1928 erhielt die Kirche eine neue Glocke. Am 29. November desselben Jahres wurde die Bronzefigur Geistkämpfer von Ernst Barlach vor der Kirche aufgestellt. Von Anfang an war sie der Kritik aus nationalsozialistischen Kreisen ausgesetzt, die das Kunstwerk als entartete Kunst ansahen. Am 20. April 1937 wurde der Geistkämpfer abgebaut und ins Museum verbracht. 1939 sollte sie eingeschmolzen werden, wurde aber von Freunden Barlachs gerettet und steht seit 1954 vor der Nikolaikirche.
Im Zweiten Weltkrieg wurde die Heiligengeistkirche am 13. Dezember 1943 durch zwei Sprengbomben weitgehend zerstört. Das Abtragen der Reste (bis auf den Turm) erfolgte 1947. Ausgrabungen in der ehemaligen Klosterkirche erschlossen 1984 zahlreiche mittelalterliche Gruften innerhalb der Fundamente, die zum Teil ausgemalt waren.

## Erhaltene Überreste
Die Altarplatte der Klosterkirche wurde im Jahre 2001 bei der Gartenwiederherstellung entdeckt und im Kreuzgang unter dem Kruzifix angebracht und gesichert. Dabei wurden auch Fundamente der Kirche wieder sichtbar gemacht. Bruchstücke von Grabplatten des dazugehörigen Friedhofs befinden sich an der Außenwand.
Eine einzige Glocke der Kirche, aus dem Jahr 1928, ist erhalten geblieben; sie hängt heute im Carillon auf dem vereinfacht wiederhergestellten Turm, heute Klosterturm des Kieler Klosters.

## Prediger
Die Heiligengeistkirche bekam erst 1632 einen eigenen Pastor. Die Prediger wurden von dem Rat der Stadt ernannt und waren häufig zugleich Diakone oder Adjunkte der Nikolaikirche oder Garnisonsprediger im Dienste der Herzöge von Holstein-Gottorf, die ab 1713/21 ihre Residenz im Kieler Schloss hatten. Zusätzlich predigten von 1665 bis 1868 Theologieprofessoren und -studenten in den Kirche. Nachdem die Marine 1881 eine eigene Kirche erhalten hatte, war die Kirche Gemeindekirche, gehörte aber noch bis 1908 zu Nikolaigemeinde. Ab 1888 wurden wieder regelmäßig Universitätsgottesdienste gehalten. 1908 wurde die Heiligengeistgemeinde selbständig.
- 1632–1651: Magister Janus [auch Johannes] Vicostadius aus Wernigerode
- 30. August 1652–1655: Bartholdus Brammer
- 5. November 1655–1669: Henricus Störning
- 1670–1672: Troels Arnkiel
- ab 22. November 1674: Magister Martinus Bützer
- 23. Mai 1724–24. Februar 1749: Magister Matthias Bützer, Sohn des vorherigen
- 3. März 1750–1782: Marcus Hinrich Becker
- 1790–~1797: Peter Christian Weller
- 1797–1809: Johannes Köster
- 1809–1826: Carl Blech
- 1827–1834: Jürgen Bookmeyer
- 1834–1868: Karl Peter Matthias Lüdemann[14]
- 1908–1916: Heinrich Mau